# ГЕС Пластірас
ГЕС Пластірас — дериваційна гідроелектростанція в центральній Грецій (периферія Фессалія), споруджена на основі ресурсів із верхів'я річки Мегдова, лівої притоки Ахелоосу.
ГЕС працює в комплексі з греблею Тавропос, яка стала першим масштабним іригаційним та гідроенергетичним проєктом у сучасній Греції. Завершена будівництвом у 1959 році, гребля забезпечила можливість перекидання води із центрального гірського району на схід, для зрошення земель у Фессалії. Висота бетонної арочної греблі 83 метри, довжина 220 метрів, об'єм витраченого матеріалу — 100 тис. м3. Створене нею водосховище має максимальну площу поверхні 25 км2 та максимальний об'єм 400 млн м3 (корисний об'єм — 300 млн м3).
Від водозабору на створеному греблею озері вода транспортується тунелем через прибережне гірське пасмо на 2,5 км на схід, після чого потрапляє у водовод ГЕС довжиною 3 км, при цьому забезпечується вельми суттєвий напір від 561 до 577 метрів (виробництво електроенергії можливе при коливанні рівня водосховища між позначками 776 та 792 метри над рівнем моря). ГЕС Пластірас, обладнана трьома турбінами Пелтона потужністю по 43,3 МВт, має річний виробіток на рівні 182 млн кВт·год. Відпрацьована вода потрапляє у буферний резервуар, який регулює її подачу до іригаційної системи.